# Griekse berghagedis
De Griekse berghagedis (Hellenolacerta graeca) is een hagedis uit de familie echte hagedissen (Lacertidae).

## Naam en indeling
De wetenschappelijke naam van de soort werd voor het eerst voorgesteld door Jacques von Bedriaga in 1886. Oorspronkelijk werd de wetenschappelijke naam Lacerta graeca gebruikt en later werd de soort bij het geslacht Podarcis ingedeeld. De hagedis behoorde lange tijd tot het geslacht Lacerta zodat de wetenschappelijke naam in de literatuur vaak verouderd is. In 2007 werd de soort door Edwin Nicholas Arnold, Oscar J. Arribas en Salvador Carranza in het geslacht Hellenolacerta geplaatst, het is sindsdien de enige soort uit deze monotypische groep.

## Uiterlijke kenmerken
De maximale lichaamslengte is ongeveer 30 centimeter, maar het lichaam lijkt een stuk kleiner vanwege de verhoudingsgewijs lange staart. De staart is 2,5 keer zo lang als de kopromplengte.
De Griekse berghagedis is niet gestreept zoals veel andere soorten en kent maar weinig variatie zodat de soort eenvoudig te herkennen is. Bovendien is de staart 2,5 keer zo lang is als de snuit - cloaca lengte. De flanken zijn donkerbruin, de rug is lichter en heeft donkere, vaak zwarte kleine vlekjes en op de flanken zitten donker omrande, lichte vlekken die groter zijn dan die op de rug. Bij de mannetjes zijn een aantal van deze stippen in de flank met name in de paartijd blauw, bij de vrouwtjes zijn ze veel vager van kleur, soms grijs. De juvenielen hebben donkerbruine, witgevlekte flanken, een lichtbruine rug met een vaag donker netpatroon en een blauwe staart. Deze blauwe kleur dient om vijanden naar de staart te lokken, wat autotomie wordt genoemd. Ook weten volwassen mannetjes dat het gaat om een juveniel, zodat de jonge dieren niet als seksuele concurrentie worden gezien.

## Levenswijze
Het voedsel bestaat uit insecten en andere kleine ongewervelde dieren, die voorzichtig worden benaderd en vervolgens worden besprongen. De hagedis neemt graag een zonnebad maar schuilt op het heetst van de dag in de vegetatie. De vrouwtjes zetten per seizoen een enkel legsel af dat bestaat uit één tot zes eieren.

## Verspreiding en habitat
De Griekse berghagedis heeft een zeer klein verspreidingsgebied en komt alleen voor op het Griekse schiereiland Peloponnesos, in het zuiden van Griekenland. De soort is bodembewonend maar kan ook goed klimmen. De habitat bestaat uit steenhopen en muren, in relatief vochtige gebieden en meestal in de buurt van water. In gebieden die lager liggen dan 600 meter boven zeeniveau komt deze soort weinig voor. De maximale hoogteverspreiding is ongeveer 1600 meter.

## Beschermingsstatus
Door de internationale natuurbeschermingsorganisatie IUCN is de beschermingsstatus 'gevoelig' toegewezen (Near Threatened of NT). De Griekse berghagedis is minder algemeen dan de eveneens in Griekenland levende peloponnesoshagedis (Podarcis peloponnesiacus).